# The Last Song (roman)
The Last Song er en roman fra 2009 skrevet af den amerikanske forfatter Nicholas Sparks. The Last Song er den 15. bog Sparks har udgivet og den blev skrevet ved henblik på at blive filmatiseret under samme navn. Den blev udgivet den 8. september 2009 af forlaget Grand Central Publishing. Bogen handler den 17-årige Ronnie Millers sommer, hvor hun er blevet sendt ned til sin fremmedgjorte far og hvordan de gennem deres fælles lidenskab, musik, genfinder hinanden.

## Plot
Veronica “Ronnie” Millers liv blev vendt op og ned, da hendes forældre blev skilt og hendes far flyttede til Wrightsville i North Carolina. Tre år senere finder hun nu sig selv distanceret fra sine forældre, især fra sin far, indtil hendes mor beslutter at det ville være godt for alle, hvis Ronnie og hendes lillebror, Jonah, tilbringer sommeren hos deres far. Fordomsfuld og rebelsk, afviser Ronnie sin fars forsøg på at nå ind til hende og hun truer i stedet for at rejse tilbage til New York, før sommeren er ovre. Men snart møder Ronnie Will, den sidste person hun havde regnet med at blive tiltrukket af og da hun forelsker sig i ham, oplever hun derved også for den største glæde – og smerte – hun nogensinde har kendt. Ronnie finder ud af at hendes far lider af kræft i maven. Hun og Jonah færdiggør det mosaikvindue til byens kirke, som de startede på sammen med deres far. Jonah tager sidst på sommeren tilbage til New York sammen med deres mor, mens Ronnie bliver hos sin far, indtil han dør. Hun færdiggør derefter den sang på klaver, som faren begyndte at skrive og spiller den for panelet til sin audition til skolen Juilliard. Ronnie tror, at, efter hendes og Wills brud før farens begravelse, at hun aldrig vil se Will igen. Men efter jul, skifter Will skole til en i nærheden af Juillard og parret finder på den måde sammen igen.

## Genre og temaer
I 2008 sagde Sparks om den kommende roman "Jeg elsker at skrive kærlighedshistorier, så der vil helt sikkert ske på disse linjer." . I følge bogens udkast, der blev udgivet i 2009, "Fortællingen, der udspiller sig, er en uforglemmelig historie om kærlighed på mange måder – den første kærlighed, kærligheden mellem forældre og børn – demonstrerer, som kun en Nicholas Sparks-historie kan, på, hvor mange måder kærlighed kan knuse vores hjerte... og helbrede dem." .

## Udgivelse
En bog-tour for The Last Song blev annonceret den 28. juli, 2009  og nåede rundt i 13 byer . Trods den relative kort tour, debuterede The Last Song som nummer et på ugentligt bestseller-lister. Den var også højest på Publishers Weekly og New York Times liste for hardback-fiktionsromaner , samt Wall Street Journals liste for fiktion . Ifølge USA Todays liste, som kombinere salg af alle bogformater, besejrede The Last Song alle andre titler i den første salgsuge . Bogen faldt til nummer to på alle lister den følgende uge, pga. udgivelsen af Dan Browns længe ventede Det Forsvundne Tegn, efterfølgeren til Da Vinci Mysteriet .

## Filmadaptation
Filmversionen af The Last Song blev udgivet i U.S.A. den 31. marts, 2010 . Ulig tidligere adaptationer af Sparks' romaner, deltog Sparks som medskriver på filmens manuskript; efter at have sagt ja til projektet, inviterede Sparks sin collegeværelsekammerat Jeff Van Wie til hjælpe med at skrive manuskriptet. Med Van Wies hjælp, færdiggjorde Sparks manuskriptet, før han begyndte på romanen . The Last Song var instruktøren Julie Anne Robinson's første uafhængige film. Filmens hovedroller spilles af Miley Cyrus som Ronnie, sammen med Greg Kinnear som Steve, Liam Hemsworth som Will Blakelee, Kelly Preston som Kim og Bobby Coleman som Jonah .

## Eksterne links
- The Last Song Arkiveret 30. august 2009 hos  Wayback Machine on Nicholas Sparks' website
- Prologue of The Last Song offentliggjort afAmazon.com
- Prologue and first four chapters of The Last Song (Webside ikke længere tilgængelig) offentliggjort af Hachette Book Group
- High quality book cover Arkiveret 11. oktober 2012 hos  Wayback Machine bestyret af Hachette Book Group